# Werner Schaal
Werner Georg Hans Schaal (Berlim, 20 de abril de 1934) é um matemático alemão. Foi professor da Universidade de Marburgo, onde foi também reitor.

## Formação e carreira
Após o doutorado na Universidade de Göttingen em 1961, orientado por Carl Ludwig Siegel e Max Deuring, com passagens pela Universidade de Bonn e Instituto de Tecnologia de Massachusetts, retornou para a Universidade de Marburgo, onde foi reitor de 1994 até aposentar-se em 2000.

## Reconhecimentos
Schaal recebeu a Ordem do Mérito da República Federal da Alemanha de Primeira Classe em 25 de fevereiro de 2009.